# 10457 Suminov
A 10457 Suminov (ideiglenes jelöléssel 1978 QE2) a Naprendszer kisbolygóövében található aszteroida. Nyikolaj Sztyepanovics Csernih fedezte fel 1978. augusztus 31-én.